# Antonio Ungar
Antonio Ungar (* 1974 in Bogotá, Kolumbien) ist ein kolumbianischer Erzähler und Romanautor.
Ungar hat in Bogotá, in den Urwäldern am Orinoco, in Europa und in Jaffa in Israel gelebt. Er arbeitet für verschiedene kolumbianische Zeitungen und Zeitschriften. 2010 nahm er in der Grenzprovinz zu Venezuela, in Arauca, an einer Aktion des nationalen Schriftstellernetzes (Renata) zur kulturellen Unterstützung der einheimischen Bevölkerung teil. Das Motto der Aktion und der abschließenden Konferenz mit den Teilnehmern war Arauca Lee, Escribe Y Cuenta (Arauca lies, schreib' und erzähl').

## Werke
- Trece circos communes, Erzählungen, Editorial Norma 1999.
- De ciertos animales tristes, Erzählungen, Editorial Norma 2000.
- Zanahorias voladoras, Roman, Alfaguara 2003.
- Las orejas del lobo, Roman (Die Ohren des Wolfs). Ediciones B 2004.
- Trece circos y otros cuentos communes, Sammlung von Erzählungen, Alfaguara 2010.
- Miranda, Roman unter dem Pseudonym José Maria Loos, Anagrama 2010.
  - neu aufgelegt: Tres ataúdes blancos. Anagrama 2010, ISBN 978-84-339-7220-0.
  - auf Deutsch: Drei weiße Särge, Fischer, Frankfurt am Main 2012, ISBN 978-3-10-088005-5.

## Auszeichnungen
- 2005: Premio Nacional des Periodismo Simón Bolívar  (Kolumbien)
- 2010: Premio Herralde de Novela, (Barcelona, Spanien)[1][2]